# Apocalypse, la Première Guerre mondiale
Pour les articles homonymes, voir Apocalypse (homonymie).
Ne doit pas être confondu avec Apocalypse, la Seconde Guerre mondiale.
 (mai 2020).
Apocalypse, la 1re Guerre mondiale est une série composée de cinq films documentaires retraçant chronologiquement l'histoire de la Première Guerre mondiale, de ses origines à la fin de la guerre. Elle a été réalisée après Apocalypse, la Seconde Guerre mondiale et Apocalypse, Hitler, et avant Apocalypse, Staline, également de Isabelle Clarke et Daniel Costelle, et narrée par Mathieu Kassovitz. Elle regroupe des documents d'époque connus ou inédits et relate les grands événements de la guerre, à partir d'images d'archives restaurées et colorisées. Elle fait partie de la série Apocalypse.
Diffusée sur la Une (RTBF) du 2 au 16 mars 2014, sur France 2 du 18 mars au 1er avril 2014, et au Québec sur TV5 Québec Canada en mai 2014.

## Épisodes
Cinq épisodes constituent cette série documentaire :
1. Furie (avant guerre-août 1914) : Comment en est-on arrivé là ?
2. Peur (août 1914-août 1915)
3. Enfer (septembre 1915-novembre 1916)
4. Rage (février 1917-septembre 1917)
5. Délivrance (octobre 1917-juin 1919)

## L'équipe artistique et technique
- Auteurs : Daniel Costelle, Isabelle Clarke
- Réalisatrice : Isabelle Clarke
- Commentaire français : Mathieu Kassovitz
- Commentaire anglais : François Arnaud
- Musique originale : Christian Clermont
- Production : CC&C – Clarke Costelle et Cie, Idéacom international, ECPAD
- Producteurs délégués : Louis Vaudeville (France) et Josette D. Normandeau (Canada)
- Producteur France : Pascale Ysebaert
- Producteur Canada : Josée Roberge
- Conseillers historiques : André Loez, Frédéric Guelton, Paul Malmassari
- Assistante réalisatrice pour la mise en couleur : Camille Levavasseur-Blasi[1]

## Les archives
Elizabeth Klinck, documentaliste émérite, a pris en charge les recherches canadiennes et australiennes.
Plus de 80 sources d’archives de par le monde ont été sollicitées, telles que des cinémathèques et fonds privés (archives filmées, photos et journaux). Finalement, les documents de trente sources d'archives filmées et fonds privés et vingt sources de photos et journaux ont été retenus.
Quelque 500 heures d'images d’archives ont été collectées.
Par ordre d’importance, les archives montées proviennent des pays suivants : France, États-Unis, Allemagne, Royaume-Uni, Canada, Australie, Autriche, Russie, République de Serbie, Belgique, Pays-Bas, Italie, Hongrie, Slovaquie et Arménie.

## Durée de fabrication et autres chiffres clés
- Restauration des images : 38 jours de restauration (moyenne de 7,5 jours par épisode)
- Mise en couleur : 47 semaines (en moyenne 9,5 semaines par épisode)
- Mixage VF : 49 jours (37 jours de mixage 5.1 et 12 jours de stéréo)
- Nombre de personnes mobilisées sur la série : 64 (dont 46 en France et 18 au Canada)

## Les protagonistes

### Allemands
- Guillaume II
- Erich Ludendorff
- Paul von Hindenburg
- Theobald von Bethmann Hollweg

### Austro-Hongrois
- François-Joseph
- Charles Ier
- François-Ferdinand d'Autriche

### Turcs et sujets de l'empire ottoman
- Mehmed VI
- Mustafa Kemal Atatürk
- Fayçal ben Hussein

### Français
- Raymond Poincaré
- Jean Jaurès
- Joseph Joffre
- Ferdinand Foch
- Philippe Pétain
- Georges Clemenceau

### Britanniques
- George V
- Winston Churchill
- Douglas Haig
- David Lloyd George

### Russes
- Nicolas II
- grand-duc Nicolas
- Aleksandr Kerenski
- Lénine

### Américains
- John Pershing
- Thomas Woodrow Wilson

### Canadiens
- Robert Laird Borden

### Belges
- Albert Ier

### Italiens
- Luigi Cadorna

## Diffusion

### En Belgique
La série a été diffusée sur La Une du 2 au 16 mars 2014.
| Épisode | Titre      | Chaîne | Date de diffusion originale         | Audiences | Part de marché |
| ------- | ---------- | ------ | ----------------------------------- | --------- | -------------- |
| 1       | Furie      | La Une | Dimanche 2 mars 2014 (20:45-21:40)  | 419 300   | 22,0 %         |
| 2       | Peur       | La Une | Dimanche 2 mars 2014 (21:40-22:35)  | 396 500   | 23,1 %         |
| 3       | Enfer      | La Une | Dimanche 9 mars 2014 (20:45-21:40)  | 427 300   | 21,6 %         |
| 4       | Rage       | La Une | Dimanche 9 mars 2014 (21:40-22:35)  | 383 800   | 23,3 %         |
| 5       | Délivrance | La Une | Dimanche 16 mars 2014 (20:45-21:40) | 352 700   | 20,4 %         |
| -       | Making of  | La Une | Dimanche 16 mars 2014 (21:40-22:35) | 180 900   | 11,8 %         |

### Au Canada
Sur TV5 Québec Canada
- Lundi 5 mai 2014 : épisodes 1 et 2
- Lundi 12 mai 2014 : épisode 3
- Lundi 19 mai 2014 : épisode 4
- Lundi 26 mai 2014 : épisode 5 et making-of Pour comprendre Apocalypse

### En France
La série a été diffusée sur France 2 du 18 mars au 1er avril 2014.
| Épisode | Titre      | Chaîne   | Date de diffusion originale        | Audiences | Part de marché |
| ------- | ---------- | -------- | ---------------------------------- | --------- | -------------- |
| 1       | Furie      | France 2 | Mardi 18 mars 2014 (20:50-21:45)   | 5 880 000 | 22,5 %         |
| 2       | Peur       | France 2 | Mardi 18 mars 2014 (21:45-22:40)   | 5 880 000 | 22,5 %         |
| 3       | Enfer      | France 2 | Mardi 25 mars 2014 (20:50-21:45)   | 5 669 000 | 20,9 %         |
| 4       | Rage       | France 2 | Mardi 25 mars 2014 (21:45-22:40)   | 5 669 000 | 20,9 %         |
| 5       | Délivrance | France 2 | Mardi 1er avril 2014 (20:50-21:45) | 5 514 000 | 20,4 %         |

## Réception critique
L'Humanité, remarquant que « le téléspectateur est mis sous tension, saisi aux tripes par les plans de montées au feu et de survie dans les tranchées boueuses. Tout semble avoir été fait pour que l’horreur crève l’écran. Jusqu’à nous rendre aveugles à la dynamique des événements ? » souligne toutefois que « les cinq épisodes de 52 minutes chacun font une place aux explications, cartes à l’appui. Les facteurs structurels qui ont conduit à la guerre sont exposés, de la montée des nationalismes, dont Jaurès, le fondateur de L'Humanité, sera lui-même victime le 31 juillet 1914, au jeu macabre de certains grands industriels comptant sur le carnage des peuples pour étouffer les revendications ouvrières. Mais du coup, on voit mal ce que la convocation insistante de la sensibilité du téléspectateur apporte à la pédagogie, réelle, de ce film bien ficelé. Ne désamorce-t-on pas plus efficacement le bellicisme en s’adressant à la raison des hommes plutôt qu’à leurs affects ? Vaste question… ».
Dans Le Figaro, l'essayiste Jean Sévillia reconnaît qu'il s'agit de « documents visuels extrêmement intéressants, sans doute inédits […] et le découpage du documentaire [est] satisfaisant ». Il se fait toutefois plus critique sur les commentaires d'Isabelle Clarke et de Daniel Costelle : « je trouve décevant que certaines phrases ressortent des vieux mythes de gauche, des lieux communs risibles sur le plan historique. Globalement, on a l'impression que c'est la caste dirigeante : les rois, les généraux et les patrons qui ont déclenché la guerre, et que les peuples sont victimes de ce système. Ceci est la vision marxiste classique, quasiment léniniste et même jaurésienne. […] Il est absurde de dire que les patrons français voulaient la guerre pour faire taire les ouvriers. C'est de la propagande CGT de 1920 ! La guerre résulte d'une multitude de facteurs, dont le jeu des alliances. Ce sont les nations qui ont préparé cela. Les peuples n'ont pas seulement subi, ils ont aussi été acteurs de ce jeu-là. Le patriotisme a été fortement intériorisé aussi bien en France qu'en Allemagne. Tout le courant pacifiste à gauche s'efface avec l'Union sacrée quand la guerre se déclenche. Daniel Costelle et Isabelle Clarke évoquent cela mais de façon un peu trop elliptique ».
Dans Télérama, l'historien Laurent Véray, historien du cinéma, spécialiste des films sur la « Grande guerre », porte un regard critique sur le choix des images d'archives. Selon lui, « nombre d'entre elles ne correspondent pas aux événements cités, et [...] d’autres sont des reconstitutions faites à l'époque, ou de la fiction réalisée des années plus tard ». Il remet en cause le parti pris de la colorisation des images, procédé qui parfois, friserait le ridicule : « Il est totalement faux de parler de « restauration » des films utilisés. L’objectif d’une « vraie » restauration est de tendre vers la reconstitution la plus proche possible de l’œuvre originale à partir des meilleurs éléments encore disponibles dans les cinémathèques. Dans le cas présent il s’agit au contraire de manipulations portant atteinte à l’intégrité des images ». Selon lui, « L’idée que les nouvelles générations ne supporteraient plus le noir et blanc et qu’il faudrait nécessairement maquiller les images anciennes pour les leur montrer ne tient pas. Tous les enseignants du secondaire et du supérieur, qui cherchent à développer chez les jeunes un jugement critique, une attitude active de compréhension face aux images, peuvent en témoigner ». Véray fustige « une modernisation de l'histoire qui tourne à la manipulation », argument qui se résume en cette phrase : « On extrait de chaque document d’époque, sans distinction, ce qui arrange, on recadre, on colorise chaque image pour coller à la façon de voir d’aujourd’hui ».